# Silber (Farbe)

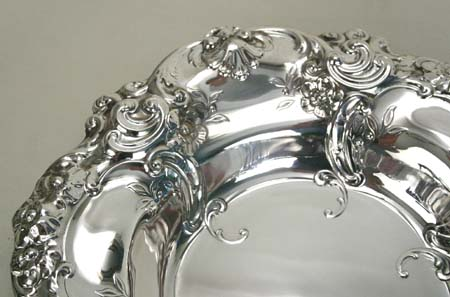
Ein Silbertablett

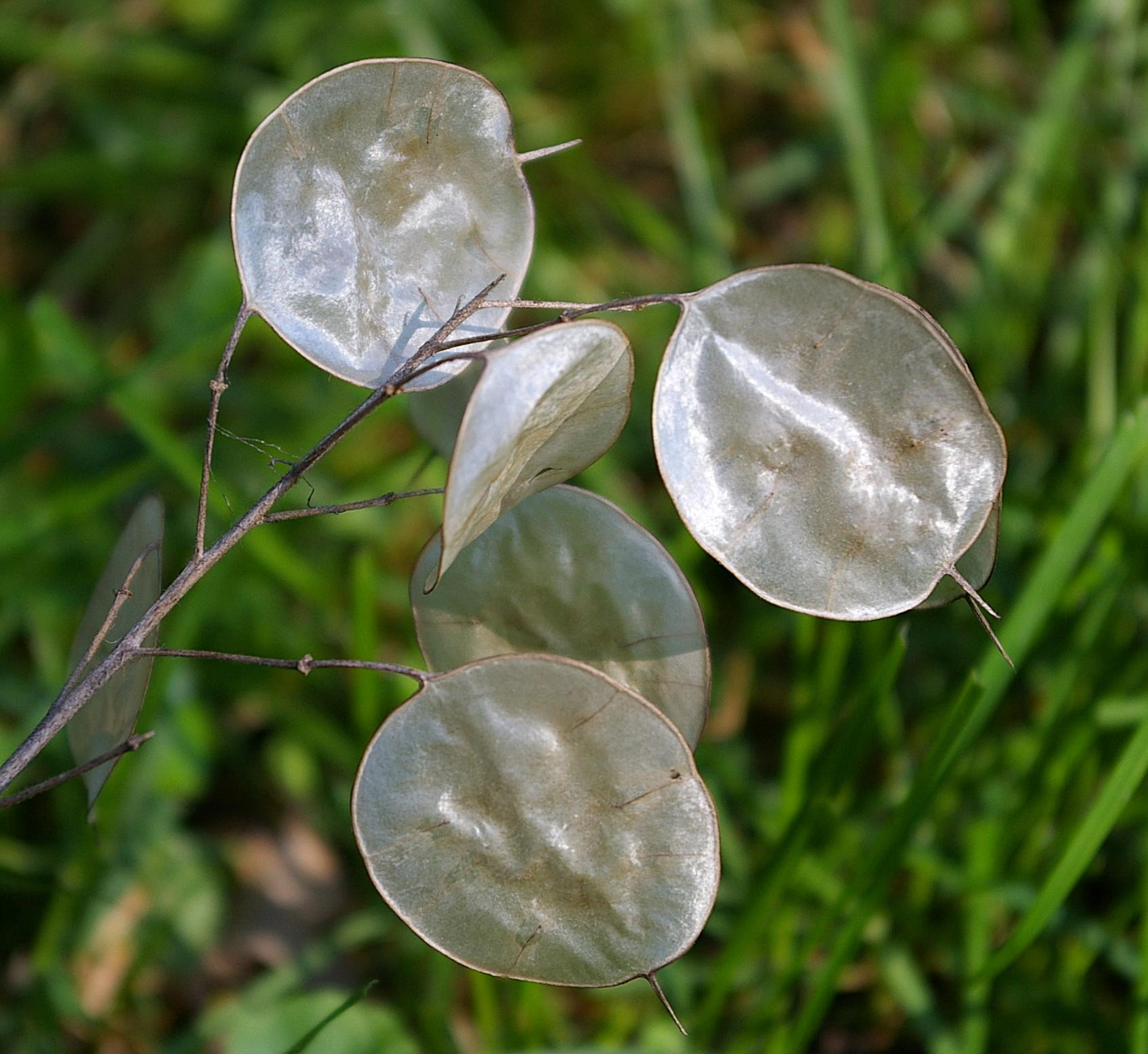
Einjähriges Silberblatt

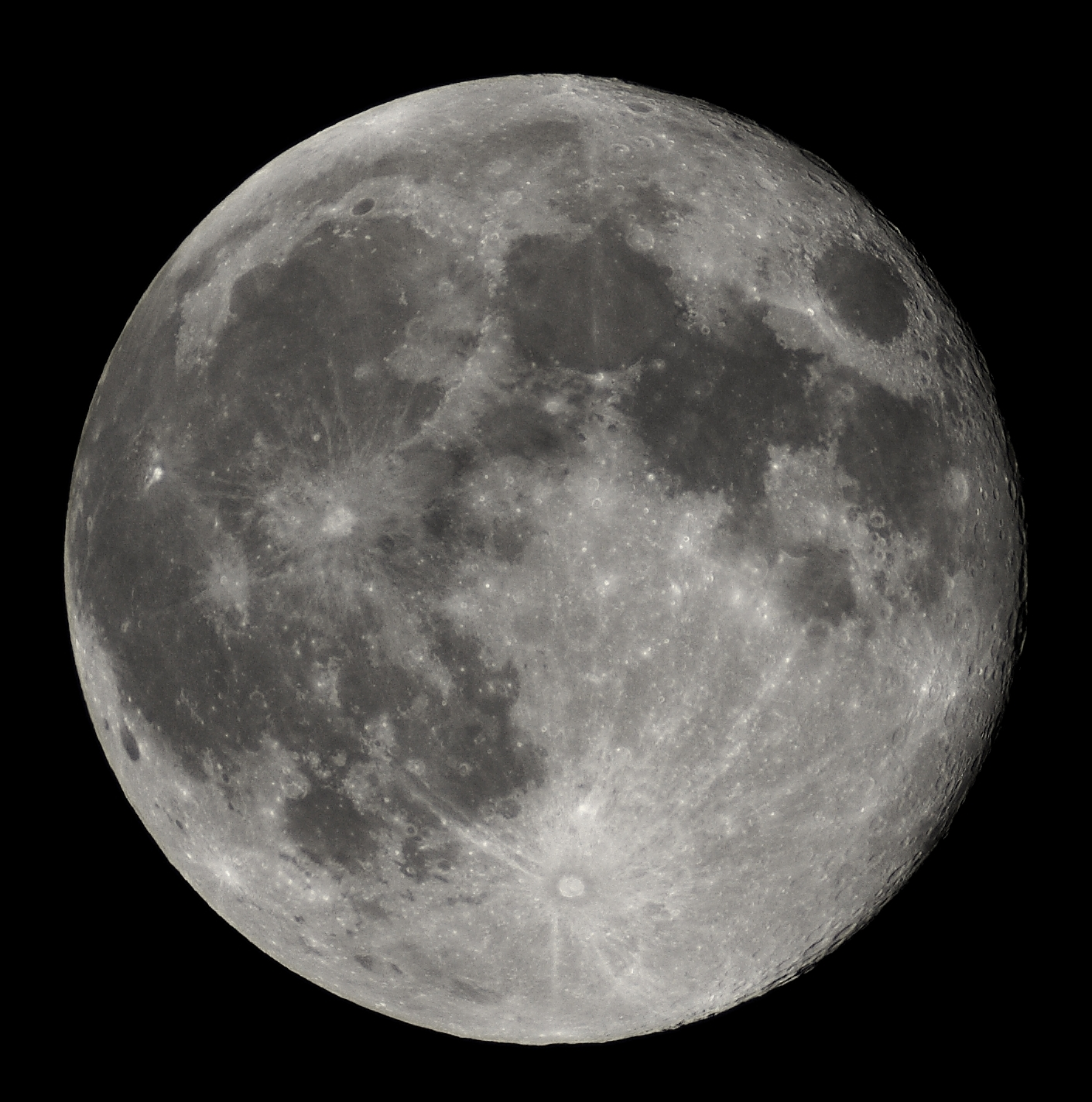
Vollmond, dessen „silbernes“ Leuchten durch Reflexion des Sonnenlichtes entsteht

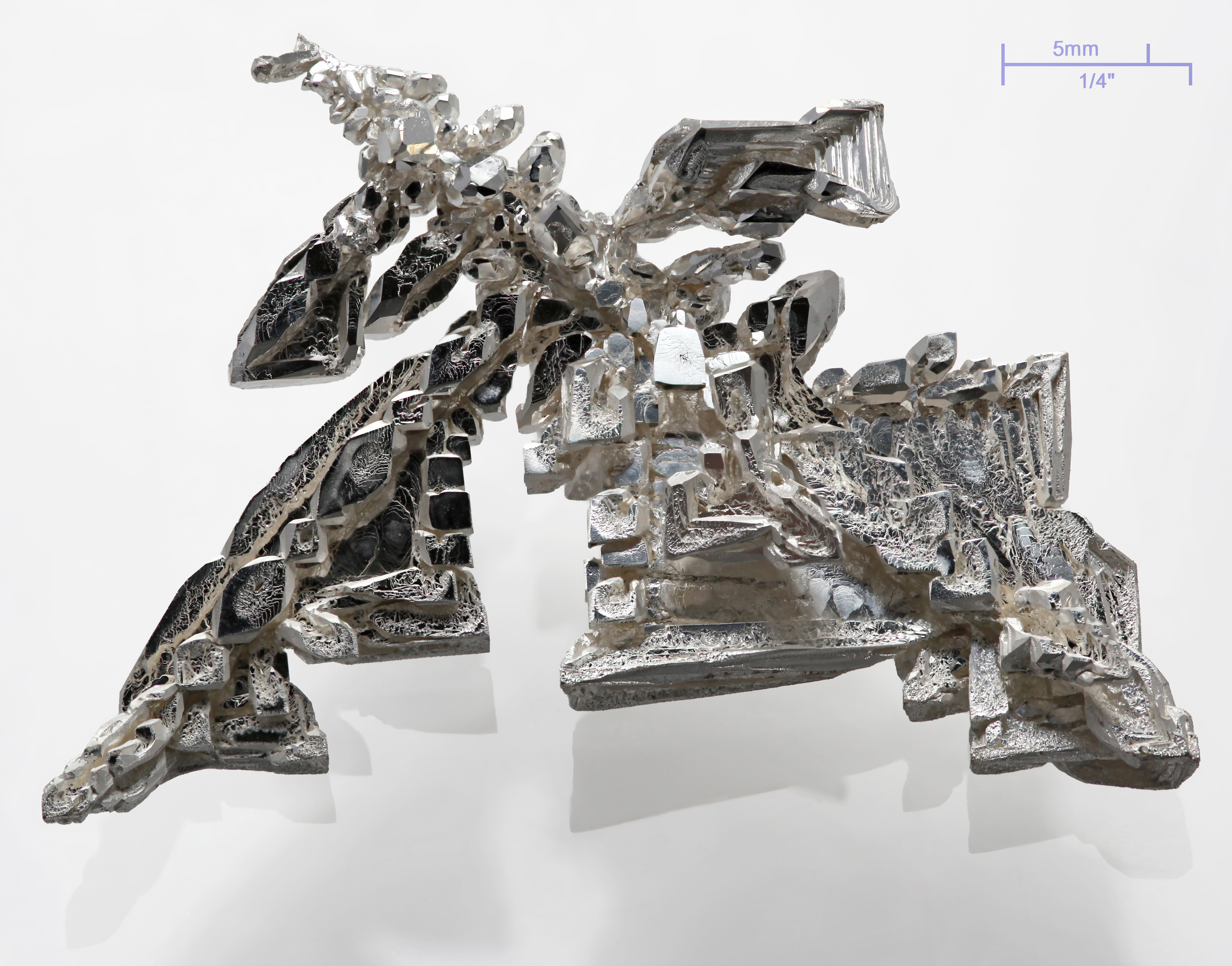
Ein reiner Silber-Kristall

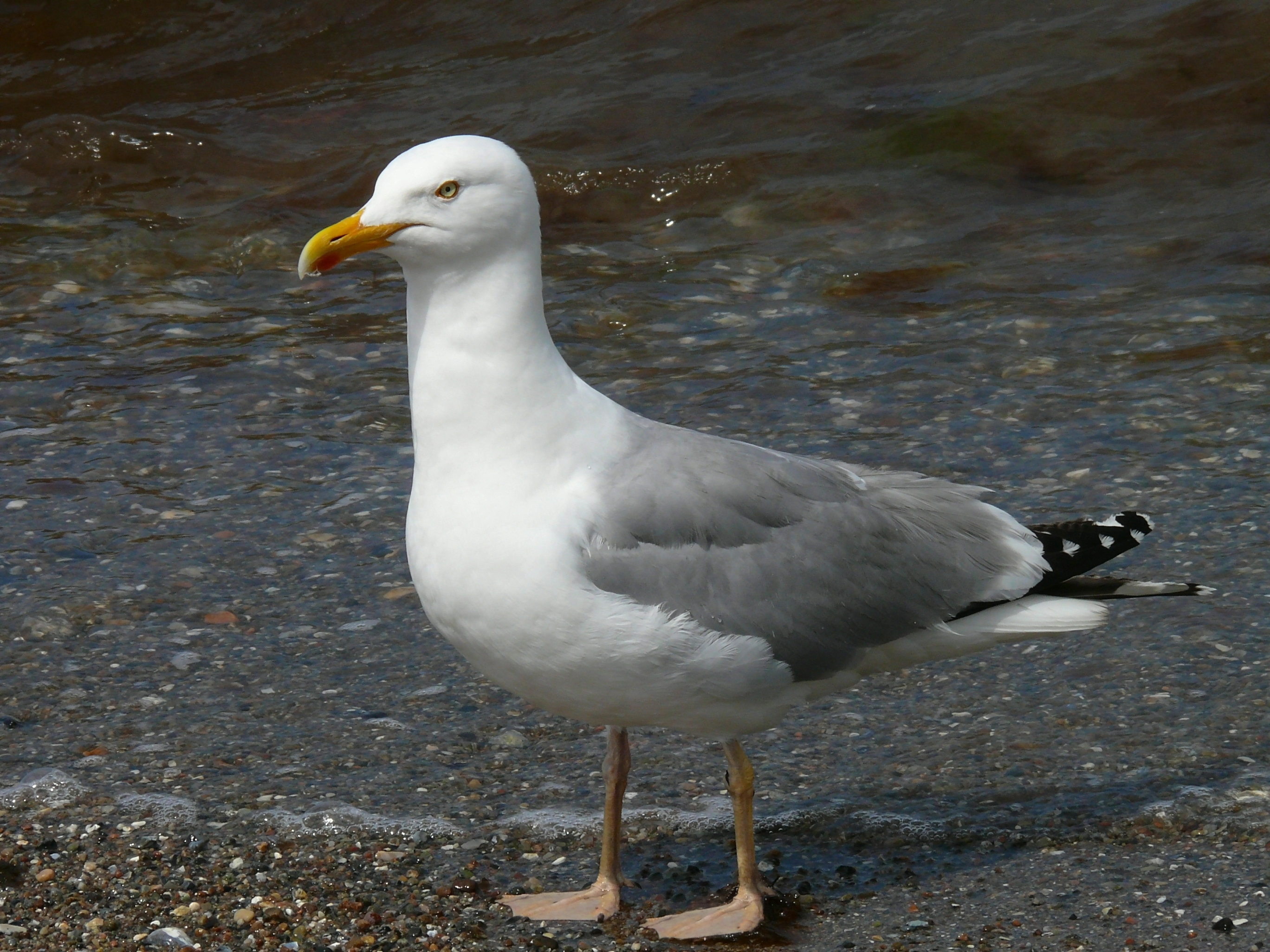
Silbermöwe (Larus argentatus)

Die Farbe Silber (Adjektiv: silbern) bezeichnet einen Metallic-Farbton der grauen Farbe. Computermonitore können Silber als Einzelfarbe nicht anzeigen, da die Farbwiedergabe abhängig von der Lichtquelle und dem Oberflächenmaterial ist. Die Farbe Silber wird deshalb als ein bestimmt definiertes, helles Grau dargestellt.

## Farbdefinitionen

### Webfarbe
In HTML 4/VGA weist Silber einen standardisierten Farbnamen auf. Beispiele für die Anwendung der Webfarbe Silber sind somit:
- HTML-Beispiel: <body bgcolor="silver">
- CSS-Beispiel: body  {background-color: #C0C0C0;}

## Die Farbe Silber in der Natur

### Minerale
Aufgrund der freien Elektronen haben etliche Metalle ein silberfarbiges Aussehen.

### Pflanzen
Viele Pflanzen tragen das Silber in ihrem Namen, so z. B.:
- Silberahorn
- Silberakazie
- Silberbaum
- Silberblätter
- Silberdistel
- Silbergras
- Silberklee
- Silberkraut
- Silberlinde
- Silberpappel
- Silberregen
- Silberwurz

### Tiere
Auch etliche Tiere tragen das Silber in ihrem Namen:
- Silberäffchen
- Silberbisam
- Silberkarpfen
- Silberfischchen
- Silberfuchs
- Silberkönig (Fisch)
- Silberlachs
- Silberlöwe
- Silbermöwe
- Silbersalamander
- Silberstrich

## Die Farbe Silber in der Gesellschaft

### Heraldik
- In der Heraldik wird Silber, wie auch Gold, als Metall bezeichnet, das zu den heraldischen Tinkturen zählt. Es wird häufig durch weiße Farbe wiedergegeben.

### Musik
- Silbermond heißt eine deutsche Pop-Rock-Band

### Farbpsychologie
Die Farbe Silber steht für Leichtigkeit, Freiheit, Schnelligkeit und Klarheit. Es wirkt aber kühl und zurückhaltend.

## Farbnamen
Für Silber gibt es etliche, umgangssprachliche Bezeichnungen bzw. Farbnamen:
- Altsilber
- Aluminiumglanz
- Antiksilber
- Bronzesilber
- Chromglanz
- Lamettasilber
- Lichtsilber
- Metallicgrau
- Neusilber
- Nickelglanz
- Ofenrohrsilber
- Silberblond
- Silbergrau
- Silberschwarz
- Silberweiß
- Standardsilber
- Titanglanz
- Weißgoldglanz
- Zinkglanz